# Aeropuerto Maquehue
Aeropuerto Maquehue is een luchthaven op 5 kilometer van de Chileense stad Temuco.